# Styx (rivière de Canterbury)
Pour les articles homonymes, voir Styx.
La rivière Styx River (maori de Nouvelle-Zélande : Puharakekenui) s’écoule le long de la limite nord de la cité de Christchurch, dans l’Île du Sud de la Nouvelle-Zélande

## Trajet
La rivière trouve son origine dans la banlieue de Christchurch de Harewood, où le Noue ou swale, habituellement sec, mais qui est rempli par intermittence par les eaux d’orages. Le long de sa direction nord-est, plusieurs sources alimentent la rivière. La rivière Styx a deux principaux affluents: qui sont le ‘Kaputone Stream’ et le ‘Smacks Creek’. Plusieurs autres petits cours d’eau, à la fois naturels et créés de la main de l’homme, se drainent dans la rivière Styx, qui s’écoule à travers les villes de Belfast, Marshland et Spencerville avant qu’elle n’atteigne la banlieue de Brooklands, où elle se déverse dans le Brooklands Lagoon (en) et au-delà dans le fleuve Waimakariri.
Elle s’écoule au nord de Christchurch avant de se déverser dans le fleuve Waimakariri, tout près de son embouchure dans la banlieue de Brooklands. Le fleuve Waimakariri se déverse lui-même ensuite dans la baie de Pégasus. Le bassin de drainage de cette rivière a son propre site web .

## Toponymie
Le nom en langage Māori pour la rivière Styx est Puharakekenui  , 
Il y a  trois versions discutées sur le fait de savoir comment le Styx a reçu son nom de la part des Pākehā et elles illustrent le fait que les premiers colons européen ont voyagé à travers cette étendue marécageuse.
Selon la première version, les colons européens ont traversé la rivière sur des radeaux de branches de flax-stick, d’où le nom de ‘Sticks’.
Selon la seconde version, les faisceaux de ‘flax sticks’ furent glissés dans le lit de la rivière.
La troisième version suggère que le nom fut dérivé de l’utilisation de tiges de flax plantés dans le sol pour guider ceux qui circulaient vers les endroits où la rivière était équipée d’un pont en troncs d’arbres.
Dans tous les cas, l’écriture du nom ‘Sticks’ fut plus tard changée en styx .
Le nom de Styx apparaît pour la première fois dans les listes électorales des registres de 1865.
Toutefois le titre Styx dérive aussi peut être de la rivière mythique du même nom, qui servait de limite entre la terre et l’enfer.
Il dénote aussi une relation avec l’histoire de la rivière mythique dans la légende allégorique de l’Inferno, un travail fameux du poète médiéval Dante, que les colons anglais dans ce secteur peuvent avoir associé à leurs tentatives de franchissement de la rivière en une métaphore identique à celui de l’entrée en enfer.
Le vrai non initial, est quelque chose, qui est perdu dans la traduction dans la mesure où il est probablement une sorte de racisme contre les natifs du secteur dans lequel les européens avaient commencé à s’installer.
Toutefois, il est indéniable que Styx, dont l’orthographe de façon obscure ne peut dériver de "Sticks", mais peut seulement venir d’une autre région, est une rivière mythologique.

## Projet Styx Vision 2000–2040
La rivière est située dans un secteur expérimentant un développement urbain rapide.
Une vision pour les 40 ans à venir du bassin de drainage fut développée dans la fin des années 1990, qui était basée sur les préoccupations et les opportunités associées avec l’écosystème du Styx.
Après de multiples consultations avec la communauté de la cité de Christchurch, le Conseil de la cité a adopté le rapport "Styx Vision 2000–2040" lors d’une réunion, qui s’est tenue le 11 juillet 2001.
Le projet ‘Styx Vision 2000–2040’ est le suivant:
- Vision 1 – achever de réalise un "Viable Springfed River Ecosystem" en complément des autres écosystèmes protégés représentatifs de l’environnement de Christchurch tels que Port Hills, la zone humide de zone humide de Travis Wetlands (en) et la ligne de côte de Christchurch.
- Vision 2 – créer une "Source to Sea Experience" à travers le développement d’une réserve nationale urbaine

’.
- Vision 3 – développer un "Living Laboratory", laboratoire vicant centré sur à la fois, l’étude et la recherche comme cela a été pratiqué par le botaniste Leonard Cockayne (1885–1934).
- Vision 4 – établir le "The Styx" comme un endroit dans lequel serait maintenu et augmenté le caractère spécial et l’identité de ce secteur.
- Vision 5 – mettre en place des "partenariats" pour augmenter la qualité des relations, pour aller de l’avant ensemble.

Ces visions s’établissent comme les directions clés pour les actions futures, aussi bien que pour guider les implémentations actuelles.
Le conseil de la cité de Christchurch (en) a depuis acquis de larges zones de terrains le long du cours d’eau du bassin de drainage du Styx, qui formeront en fait un véritable réseau écologique.